# Arrondissement di Le Blanc
L'arrondissement di Le Blanc è una suddivisione amministrativa francese, situata nel dipartimento dell'Indre e nella regione del Centro-Valle della Loira.

## Composizione
L'arrondissement di Le Blanc raggruppa 56 comuni in 6 cantoni:
- cantone di Bélâbre
- cantone di Le Blanc
- cantone di Mézières-en-Brenne
- cantone di Saint-Benoît-du-Sault
- cantone di Saint-Gaultier
- cantone di Tournon-Saint-Martin